# O Ilhéu de Contenda
L'Illa de la lluita (títol original: O Ilhéu de Contenda) és una pel·lícula dramàtica del 1995 dirigida per Leão Lopes.

## Argument
Cap Verd, 1964. Als peus d'un poderós volcà, la societat tradicional de Cap Verd experimenta un canvi important. La terra vella de l'aristocràcia s'està desintegrant. Una classe de mulat comença a emergir, amb un poder financer creixent basat en el comerç-poder financer basat en amenaçar als propietaris. Apareix una nova identitat, entre el nou i el vell, entre la cultura africana i la portuguesa, entre la sensualitat i el dinamisme. Les cançons de Cesária Évora volen seguir aquesta transformació inevitable amb el paisatge bonic de Fogo, i el decorat de Cap Verd. La història està basada en la novel·la de Henrique Teixeira de Sousa.
L'Illa de la lluita va ser la primera pel·lícula produïda amb el suport financer de l'institut nacional de cinema de Cap Verd, que ja no existeix. La pel·lícula va ser llançada el 1996 a Cap Verd.